# (7748) 1987 TA
1987 تي أي (ويعرف أيضًا باسم (7748) 1987 تي أي وفق تسمية الكوكب الصغير) (بالإنجليزية: 1987 TA)‏ هو كويكب ضمن حزام الكويكبات؛ وترتيبه 7748 من حيث الاكتشاف.
اكتُشف هذا الجُرم الفلكي بواسطة تاكيشي أوراتا ‏ في 12 أكتوبر 1987.

## وصلات خارجية
- (7748) 1987 TA في قاعدة بيانات مختبر الدفع النفاث لأجرام النظام الشمسي الصغيرة

- الاكتشاف · مخطط المدار ·  العناصر المدارية · المعلمات المادية

- (7748) 1987 TA على موقع ويكي سكاي: DSS2, SDSS, GALEX, IRAS, Hydrogen α, X-Ray, Astrophoto, Sky Map, Articles and images